# Megacoelum infusum

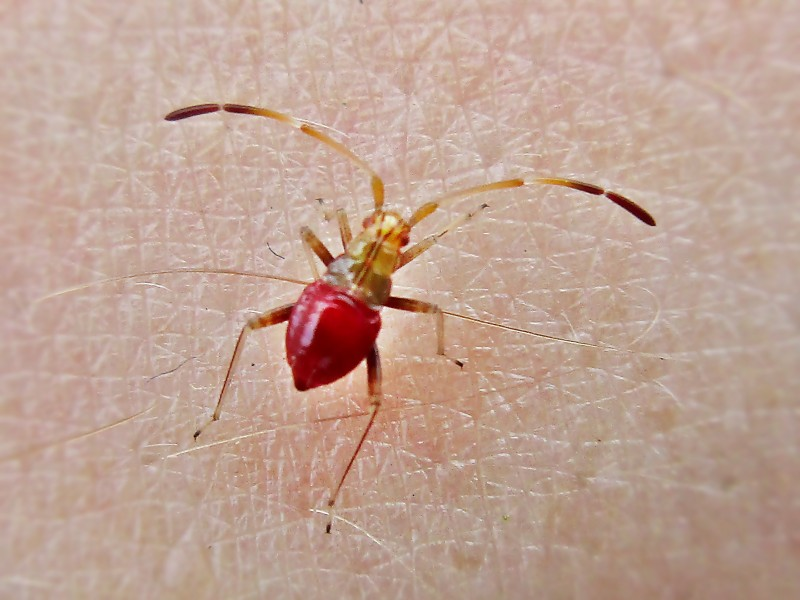
Megacoelum infusum, Nymphe

Megacoelum infusum ist eine Wanzenart aus der Familie der Weichwanzen (Miridae).

## Merkmale
Die Wanzen werden 6,0 bis 7,2 Millimeter lang. Sie sind auffällig orange-braun gefärbt und haben lange Beine und Fühler. Die Körperoberseite ist glatt und nahezu unbehaart. Der hintere Teil des Coriums der Hemielytren ist ungewöhnlich dunkel und der Cuneus ist komplett orange gefärbt.

## Vorkommen und Lebensraum
Die Art ist in Europa, mit Ausnahme des hohen Nordens und im Süden nur im nördlichen Mittelmeerraum verbreitet. Östlich erstreckt sich die Verbreitung bis in die Ukraine und nach Kleinasien. Die Art ist in Deutschland und Österreich weit verbreitet, ist aber nicht häufig. Besiedelt werden lockere, sonnige Gehölzbestände, etwa an Waldrändern, temperaturbegünstigten Gebüschen und isoliert stehende Bäume. Dichte, schattige Bestände werden gemieden.

## Lebensweise
Die Art lebt anders als Megacoelum beckeri nur auf Laubbäumen, überwiegend an Eichen (Quercus), seltener auch auf Linden (Tilia), Haseln (Corylus), Birken (Betula), Weiden (Salix), Eschen (Fraxinus) und anderen. Die Tiere ernähren sich überwiegend räuberisch von Blattläusen und Blattflöhen, kleinen Schmetterlingsraupen und von anderen Wirbellosen. Die Wanzen sollen überwiegend dämmerungs- und nachtaktiv sein. Wie auch bei Megacoelum beckeri sind die Imagines ab Anfang Juli bis Oktober zu finden, wobei ab September fast ausschließlich nur mehr Weibchen leben. Die Überwinterung erfolgt als Ei. Diese werden in den Rissen von Rinde an den Ästen oder in verholzte Triebe eingestochen.

## Belege